# Lac à Paul
Pour les articles homonymes, voir Paul.
Le lac à Paul est un plan d'eau douce traversé par la rivière Naja, situé sur la rive Nord du fleuve Saint-Laurent, dans le territoire non organisé de Mont-Valin, dans la municipalité régionale de comté (MRC) de Fjord-du-Saguenay, dans la région administrative de la Saguenay–Lac-Saint-Jean, dans la province de Québec, au Canada.
La foresterie constitue la principale activité économique du secteur ; les activités récréotouristiques en second.
La zone du lac à Paul est desservie du côté Ouest et Nord par la route R0251. Une route forestière secondaire dessert le côté Est du lac,,.
La surface du lac à Paul est habituellement gelée de la fin novembre au début avril, toutefois la circulation sécuritaire sur la glace se fait généralement de la mi-décembre à la fin mars.

## Géographie
Les principaux bassins versants voisins du lac à Paul sont :
- côté Nord : rivière Naja, rivière Manouane, lac Manouane, Petite rivière Manouane, rivière Durfort, rivière Duhamel ;
- côté Est : rivière Manouane, rivière aux Hirondelles, réservoir Pipmuacan ;
- côté Sud : rivière Brûlée, rivière Pipmuacan Ouest, rivière Pipmuacan, rivière de l’Épinette, rivière à Georges, ruisseau Omer, rivière Manouaniche, rivière Manouane, réservoir Pipmuacan ;
- côté Ouest : rivière Naja, rivière Péribonka, Petite rivière Shipshaw[1].

Le lac à Paul comporte une longueur de 5,8 km, une largeur maximale de 4,6 km et une altitude de 410 m. Ce plan d’eau comporte deux parties lesquelles sont séparées par deux presqu’îles et un passage étroit ;
l’une s’étirant sur 1,5 km vers le Sud et l’autre s’étirant sur 1,9 km vers le Nord. Ce lac est bordé du côté Sud (avec de hautes falaises) par une montagne cumulant à 530 m. cela est traversé sur 6,2 km vers le Sud-Ouest en traversant le lac à Paul puis vers le Nord-Est en traversant le détroit de la partie Ouest du lac, jusqu’à l’embouchure du lac qui se situe au pont de la route forestière R0251.
L’embouchure du lac à Paul est localisée au pont de la route forestière R0251, soit à :
- 6,1 km au Sud de l’embouchure de la rivière Naja ;
- 8,7 km à l’Est du lac Duhamel ;
- 32,9 km au Nord-Est de l’embouchure du lac Péribonka (traversé par la rivière Péribonka) ;
- 24,4 km au Sud-Ouest d’une baie de la rive Nord du réservoir Pipmuacan ;
- 51,4 km au Nord de l’embouchure de la rivière Manouane (confluence avec la rivière Péribonka) ;
- 156,6 km au Nord de l’embouchure de la rivière Péribonka ;
- 165,4 km au Nord-Ouest du centre-ville de Saguenay[1].

À partir de l’embouchure du lac à Paul, le courant suit le cours de la rivière Naja sur 7,7 km vers le Nord, la rivière Manouane vers l’Est sur 14,2 km, puis le Sud sur 58,6 km, le cours de la rivière Péribonka sur 143,3 km vers le Sud, traverse le lac Saint-Jean sur 29,3 km vers l’Est, puis emprunte sur 155 km le cours de la rivière Saguenay vers l’Est jusqu'à la hauteur de Tadoussac où il conflue avec le fleuve Saint-Laurent.

## Toponymie
Le toponyme « Lac à Paul » a été officialisé le 5 décembre 1968 par la Commission de toponymie du Québec.